# Catàleg Balear d'Espècies Amenaçades
El Catàleg Balear d'Espècies Amenaçades i d'Especial Protecció és un registre públic de caràcter administratiu de les espècies, subespècies o poblacions de fauna i flora silvestre de les Illes Balears que requereixen mesures de conservació que es creà amb el Reial Decret 75/2005 de 8 de juliol juntament amb les àrees biològiques crítiques per a Espècies Amenaçades, i del Consell Assessor de Fauna i Flora de les Illes Balears.

## Llista

### Espècies catalogades en perill d'extinció
- Agrostis barceloi
- Apium bermejoi - Api d'en Bermejo[2]
- Biscutella ebusitana
- Cotoneaster majoricensis
- Helianthemum marifolium subsp. origanifolium (Població de Mallorca) (Setge)
- Ligusticum huteri (Túrbit del Puig Major)
- Limonium barceloi
- Limonium boirae
- Limonium carvalhoi
- Limonium ejulabilis
- Limonium inexpectans
- Limonium pseudodyctiocladum
- Lysimachia minoricensis
- Naufraga balearica
- Pinus pinaster (Pinastre)
- Thymus herba-barona subsp. bivalens

### Espècies catalogades com a sensibles a l'alteració del seu hàbitat
- Brimeura duvigneaudii
- Cymbalaria aequitriloba subsp. fragilis
- Limonium antoni-llorensii
- Limonium fontqueri
- Otanthus maritimus (Herba de Bona)
- Pilularia minuta
- Quercus suber (Surera)
- Silene cambessedessi (Molinet)

### Espècies catalogades com a vulnerables
- Asperula paui
- Delphinium pentagynum subsp. formenteranum
- Dianthus rupicola subsp. Bocchoriana (Clavell de penya)
- Euphorbia fontqueriana
- Lavatera triloba subsp. pallescens
- Pimpinella bicknellii (Fonollassa borda)
- Saxifraga corsica subsp. cossoniana
- Cephalanthera rubra (Curraià rosa)
- Gymnadenia conopsea (Caputxina olorosa)
- Neottia nidus-avis (Magraneta borda)
- Orchis cazorlensis
- Orchis palustris (Orquídia de prat)
- Serapias nurrica (Galls sards)

### Espècies catalogades d'especial protecció

#### Fauna

##### Rèptils
- Podarcis sicula (Sargantana italiana)
- Lacerta perspicillata (Sargantana mora)
- Emys orbicularis (Tortuga d'aigua)

##### Aus
- Rallus aquaticus (Rascló)
- Tringa totanus (Cama-roja)
- Vanellus vanellus (Juia de prat)

#### Flora
A) Amb caràcter general
- Acer granatense (rotaboc)
- Buxus balearica (boix baleàric)
- Digitalis minor (didalera)
- Genista dorycnifolia subsp. grosii
- Ilex aquifolium (arbre de visc)
- Linaria aeruginea subsp. pruinosa
- Paeonia cambessedesii (palònia)
- Pancratium maritimum (lliri de mar)
- Pinus halepensis var. ceciliae (pí d'en Llorens)
- Primula acaulis subsp. balearica (primavera blanca)
- Taxus baccata (Teix)
- Thymus richardii subsp. ebusitanus i subsp. richardii
- Viola jaubertiana
- Vitex agnus-castus (aloc, alís)
- Totes les espècies del gènere Tamarix (tamarells)

B) Autorització obligatòria per a la seva recol·lecció amb finalitats comercials
- Crithmum maritimum (fonoll marí)
- Chamaerops humilis (garballó)
- Dorycnium fulgurans (socarrell alís)
- Myrtus communis (murta)
- Rhamnus alaternus (llampúgol)
- Ruscus aculeatus (cirerer de Betlem)
- Santolina chamaecyparissus (camamil·la)
- Teucrium marum subsp. occidentale
- Viburnum tinus (marfull)